# Lars Gustaf Ålund
Lars Gustaf Ålund, född 27 december 1778, död 30 april 1838 i Örebro, Södermanlands län, var en svensk borgmästare, riksdagsledamot och politiker.

## Biografi
Lars Gustaf Ålund föddes 1778. Han var son till slottsvaktmästaren i Linköping. Ålund blev 1798 student vid Lunds universitet och 1801 vid Uppsala universitet. Han avlade 1805 hovrättsexamen och blev 1813 borgmästare i Örebro stad. Ålund avled 1838 i Örebro.
Ålund var riksdagsledamot för borgarståndet i Örebro vid riksdagen 1828–1830.

### Familj
Ålund var far till skriftställaren Otto Wilhelm Ålund.